# オオチドリ
オオチドリ（大千鳥、学名：Charadrius veredus）は、チドリ目チドリ科に分類される鳥類の一種である。

## 分布
中央アジア、モンゴルから中国東北部で繁殖し、冬期はアフリカ東部、インドネシア、オーストラリアに渡り越冬する。
日本へは数少ない旅鳥として、春の渡りの時期に渡来する。西日本での記録が多い。先島諸島では、毎年小規模な群れが渡来している。

## 形態
全長約24cm。雄成鳥夏羽では頭頂部から後頭は灰褐色で額から顔、頸は白い。胸は淡い橙色で腹との境界は黒色。腹からの体の下面は白色である。雌は喉が白く、頸から胸元にかけてが淡い橙色。冬羽は、胸が淡褐色になる。

## 生態
草地、乾田、埋立地等に生息する。干潟等にはあまり入らず、乾燥した土地を好む。
主に昆虫類を捕食するが、水辺で甲殻類や貝類を食べることもある。